# Năng lượng biển
Năng lượng biển (đôi lúc cũng được gọi là năng lượng đại dương hoặc năng lượng thủy động học và biển) là loại năng lượng được tạo ra bởi sóng biển, thủy triều, độ mặn, và sự chênh lệch về nhiệt độ đại dương. Chuyển động của nước trong đại dương tạo ra một khối lượng dự trữ động năng khổng lồ, hay còn gọi là năng lượng chuyển động. Loại năng lượng này có thể được khai thác để sản xuất điện để cung cấp điện cho gia đình, vận tải và các nền công nghiệp.
Thuật ngữ năng lượng biển bao gồm cả năng lượng sóng tức là năng lượng từ sóng bề mặt, và năng lượng thủy triều là loại năng lượng có được từ động năng của khối lượng lớn nước di chuyển. Năng lượng gió xa bờ không phải là một dạng của năng lượng biển, vì năng lượng gió bắt nguồn từ gió, cho dù các turbine gió được đặt trên mặt nước.
Các đại dương có một lượng năng lượng khổng lồ ở gần nhiều nếu không muốn nói là hầu hết các khu dân cư tập trung. Năng lượng đại dương có tiềm năng cung cấp một lượng năng lượng tái tạo mới đáng kể. Năng lượng từ đại dương cũng được coi là một phần của thủy năng.

## Tiềm năng
Khoảng 20'000–80'000 terawatt-giờ (TWh) điện năng có thể được sinh ra mỗi năm, từ các đại dương trên Trái Đất, dựa vào thay đổi nhiệt độ, nồng độ muối, hay sự chuyển động của thủy triều, các dòng biển, sóng biển và sóng cồn. Ngoài ra, đã có nhiều dự án lắp đặt các hệ thống thu năng lượng gió và năng lượng mặt trời trên biển, tuy rằng năng lượng gió xa bờ và năng lượng mặt trời xa bờ không được phân loại là những dạng năng lượng biển.
| Dạng năng lượng                              | Năng lượng mỗi năm |
| -------------------------------------------- | ------------------ |
| Năng lượng thủy triều                        | >300 TWh           |
| Năng lượng dòng biển                         | >800 TWh           |
| Năng lượng thẩm thấu do biến thiên độ mặn    | 2'000 TWh          |
| Năng lượng nhiệt biển do biến thiên nhiệt độ | 10'000 TWh         |
| Năng lượng sóng biển                         | 8'000–80'000 TWh   |
| Nguồn: IEA-OES, Báo cáo hàng năm 2007        |                    |

Tiềm năng năng lượng biển phân bổ nhiều hơn cho các quốc gia tiếp giáp nhiều với biển hơn. Ví dụ Indonesia, một quốc gia có ba phần tư diện tích là biển, đến năm 2014 đã nhận diện để khai thác được khoảng 49 GW trong tổng số 727 GW tiềm năng trên lý thuyết.